# Ланса, Дамиан
Дамиан Ланса (полностью — Дамиан Энрике Ланса Мойано исп. Damián Enrique Lanza Moyano; род. 10 апреля 1982 в Куэнке) — эквадорский футболист, выступавший на позиции вратаря за различные эквадорские клубы.

## Клубная карьера
Ланса начинал свою футбольную карьеру в Аргентине, в Буэнос-Айресе, но не сумев достичь там какого-либо результата вернулся в Эквадор где ему сопутствовал больший успех в местных клубах «Депортиво Куэнка» и «Аукас».
Во время европейского зимнего трансферного окна сезона 2006/2007 Ланса перебрался в клуб Серии В «Ареццо». 6 апреля 2007 года Ланса впервые появился в воротах итальянцев в матче против «Брешиа». Во второй раз Ланса вышел на поле в игре с «Виченцей». Однако Ланса так и не сумел закрепиться в «Ареццо», который ко всему прочему вылетел в Серию C1.
28 сентября 2007 Ланса стал третьим голкипером команды «Дженоа».

## Международная карьера
Дамиан Ланса попал в состав сборной Эквадора на Чемпионате мира 2006 года. Однако на этом турнире он не провёл ни одной минуты во всех 4-х играх Эквадора.